# Rio Rancho Grande
Rio Rancho Grande är ett vattendrag i Brasilien.   Det ligger i delstaten Santa Catarina, i den södra delen av landet, 1 400 km söder om huvudstaden Brasília.
I omgivningarna runt Rio Rancho Grande växer huvudsakligen savannskog. Runt Rio Rancho Grande är det glesbefolkat, med 20 invånare per kvadratkilometer.